# Послевоенное антисоветское движение в БССР
Послевоенное антисоветское движение в БССР (бел. Пасляваенны антысавецкі рух у БССР) — деятельность польских, литовских, латышских, украинских и собственно белорусских антисоветских организаций в период после освобождения Белоруссии до середины 1950-х годов.

## Движение
На территории БССР с 1944 года действовало несколько лагерей антисоветского сопротивления, разделённых по национальному признаку:
- Белорусский. Представлен многочисленными организациями. В рядах состояли как бывшие коллаборационисты (Белорусская независимая партия), так и противники немцев (Белорусское народное партизанское движение). Участники выступали за создание независимой Белоруссии[4][5].
- Польский. Представлен Армией Крайовой и другими формированиями в Западной Белоруссии («восточные кресы»). Цель — восстановление довоенных границ Польши[1][1][6].
- Литовский. Представлен отрядами «лесных братьев». Действовали в районах компактного проживания белорусских литовцев. Бойцы формирований сражались за восстановление независимости Первой Литовской Республики[7].
- Украинский. Представлен структурами ОУН и УПА, действовавшими в Западном Полесье. Члены движения считали регион украинской территорией[8].
- Латышский. Представлен бойцами группировки «Латвийские демократичные партизаны» (с начала до конца мая 1948 г. — «Молодой латыш»). Активничали в белорусско-латвийском пограничье[9].

До июля 1944 года в Белоруссии действовали более 35 тыс. активных участников разных белорусских коллаборационистских формирований, около 20 тыс. польских, около 14 тыс. украинских и тысяча литовских. В большинстве своём они конфликтовали друг с другом:196. Часть организаций была связана с немецкими, американскими и британскими спецслужбами. На территории БССР действовали эмиссары зарубежных разведок, которые пытались координировать их деятельность. Члены движения проводили диверсии и срывали мероприятия советского руководства.
Обычно в состав отрядов входило от 10-15 до нескольких десятков человек. Они были хорошо вооружены: винтовки, пистолеты, автоматы, станковые и ручные пулемёты, гранаты. После нападений боевики скрывались в лесных массивах, а отдельные структуры, оперировавшие в приграничье, уходили в другие районы и даже на территорию соседних советских республик, а также Польши. Подобный рейдовый характер деятельности был присущ литовским и латышским повстанцам. Ими приграничная белорусская территория использовалась либо для укрытия, либо для совершения кратковременных налётов.

## Контрмеры
После освобождения территории БССР, как и в довоенный период, за борьбу с вооружённым подпольем отвечали органы внутренних дел, а именно отдел по борьбе с бандитизмом. Однако, в отличие от предвоенных лет, текущее противостояние проходило сложно. Во второй половине 1944—1945 годов приходилось сражаться с достаточно массовым вооружённым движением. Это обусловило приоритет силовых мер. Наиболее распространённой организационной формой борьбы с подпольщиками являлись чекистско-войсковые операции. Они, как правило, сводились к выявлению мест дислокации отрядов, дальнейшего их блокирования силами войсковых подразделений под руководством оперативных сотрудников с последующим задержанием или ликвидацией участников.
К концу 1946 года стало очевидно, что принимаемые меры не всегда позволяли эффективно бороться, поскольку члены вооружённого движения были хорошо подготовлены. Тактика их деятельности приобретала всё более конспиративный и подпольный характер: они старались избегать прямых боевых столкновений, наносивших им значительные потери, стали более мобильными и малочисленными. Данные обстоятельства обусловили дальнейшее изменение организации и тактики действий силовиков. Предпринимаемые меры позволили подавить открытые выступления антисоветского вооружённого подполья и ликвидировать его наиболее крупные структуры.
В дальнейшем на основании постановления Совета Министров СССР от 20 января 1947 года борьба с движением была полностью возложена на органы государственной безопасности. Меры по организации работы советской спецслужбы на данном направлении предусматривали образование на базе Главного управления по борьбе с бандитизмом МВД СССР в составе 2-го Главного управления МГБ СССР управления 2-Н (по борьбе с бандитизмом). В свою очередь на территории Белорусской ССР в марте 1947 года на базе подразделений МГБ и бывшего управления по борьбе с бандитизмом МВД БССР было организовано управление 2-Н МГБ БССР, которое в дальнейшем отвечало за ликвидацию подполья в республике.
За 1944—1956 годы органами государственной безопасности и внутренних дел БССР было ликвидировано 1264 группы, из которых 840 были связанны с антисоветским вооружённым подпольем, и 16466 их участников.

## Террор
Структуры антисоветского вооружённого подполья развернули террор против партийно-советского актива и сотрудников силовых ведомств, а также мирных жителей. Местное население сталкивалось с вооружёнными ограблениями и разбоем, налётами на сельские магазины, почтовые агентства, колхозные склады и личные хозяйства жителей, погромами и поджогами. Их целью являлось оказание психологического давления на граждан, запугивание, склонение к саботажу мероприятий советской власти и получение необходимых для существования вещей, денег и продовольствия. Часто деятельность подпольщиков была тесно связана с бандитизмом или со временем вырождалась в бандитизм, который прикрывался политическими и национальными идеями.
Силовые акции, предпринимаемые советским руководством, также наносили ущерб для местных жителей и часто негативно сказывались на авторитете власти у населения.

### Комментарии
1. ↑  Преимущественно западные области.
2. ↑  В борьбе против польских групп.
3. ↑  Для «Чёрного кота»[2] и батальона «Дальвитц» Белорусской независимой партии.
4. ↑  Для некоторых сил в условиях Холодной войны[3].